# 古努尔
古努尔（羅馬化：Kuṉṉūr），是印度泰米尔纳德邦尼爾吉里斯縣的一个城镇。总人口50079（2001年）。

## 人口
该地2001年总人口50079人，其中男性24782人，女性25297人；0—6岁人口4521人，其中男2254人，女2267人；识字率82.04%，其中男性为86.07%，女性为78.10%。